# Augustusplatz
L'Augustusplatz (« place Auguste », d'après le premier roi de Saxe) est une place publique dans l'est du centre de Leipzig, situé sur le côté est de l'Innenstadtring ou du Promenadenring. Elle est construite en 1785 selon les plans de Johann Carl Friedrich Dauthe sous le nom de Platz vor dem Grimmaischen Thor (« place de la porte de Grimma ») à l'emplacement d'une porte sur l'ancienne enceinte de Leipzig.
Sous le régime de la RDA, elle était connue sous le nom de Karl-Marx-Platz avant d'être renommée sous son nom actuel le Jour de l'Unité allemande le 3 octobre 1990. Elle fait aujourd'hui 40 000 m2 de superficie. Elle a été le théâtre des manifestations du lundi de Leipzig, tournant décisif menant à la chute du mur de Berlin et la réunification allemande.
La City-Hochhaus, la Gewandhaus, l'Europahaus, le bastion Maurice, l'Opéra de Leipzig ainsi que la partie centrale de l'Université de Leipzig et le Paulinum donnent sur la place.